# 馬良 (陸上選手)
馬良（ばりょう、Ma Liang 、1984年7月22日 - ）は、中国の男子陸上競技選手。専門はハンマー投。

## 自己ベスト
- ハンマー投 - 74m11  (2009年5月15日、楡林市)